# Pleasantville (Ohio)
Pleasantville è un villaggio degli Stati Uniti d'America, situato nello stato dell'Ohio, nella contea di Fairfield.